# Bates' nachtzwaluw
Bates' nachtzwaluw (Caprimulgus batesi) is een vogel uit de familie van de nachtzwaluwen (Caprimulgidae). De vogel is genoemd naar de Amerikaanse ornitholoog George Latimer Bates.

## Verspreiding en leefgebied
De broedgebieden van de Bates' nachtzwaluw liggen in gebieden met regenwoud in Midden-Afrika, met name van Kameroen tot Oeganda en oostelijk Congo-Kinshasa.

## Status
Bates' nachtzwaluw heeft een groot verspreidingsgebied en daardoor is de kans op uitsterven gering. De grootte van de populatie is niet gekwantificeerd. Plaatselijk is de vogel nog algemeen, maar hij gaat door ontbossingen in aantal achteruit. Echter het tempo ligt onder de 30% in tien jaar (minder dan 3,5% per jaar). Om deze redenen staat deze nachtzwaluw als niet bedreigd op de Rode Lijst van de IUCN.